# Colom imperial moliner
El colom imperial moliner (Ducula pistrinaria) és una espècie d'ocell de la família dels colúmbids (Columbidae) que habita la selva de petites illes properes al sud-est de Nova Guinea, des de les illes del Mar de Bismarck fins a les Salomó.